# Заєць Михайло Іванович
Миха́йло Ів́анович За́єць — солдат Збройних сил України.
В часі війни — старший навідник, польова пошта В1740, 95-та бригада.

## Нагороди
За особисту мужність і високий професіоналізм, виявлені у захисті державного суверенітету та територіальної цілісності України, вірність військовій присязі, відзначений — нагороджений
- орденом «За мужність» III ступеня (31.7.2015).